# Johannes Spanner
Johannes Spanner (* 8. August 1995 in Graz) ist ein österreichischer Schlager- und Volksmusiksänger aus Bad Waltersdorf. Bekannt wurde er im Frühjahr 2014 durch die Castingshow Herz von Österreich.

## Biografie
Johannes Spanner kam mit 14 Jahren beim Steirischen Harmonikawettbewerb 2009, der vom öffentlich-rechtlichen Fernsehen übertragen wurde, auf Platz 4. Fünf Jahre später bewarb sich für den einmalig ausgetragenen Gesangswettbewerb Herz von Österreich des Privatsenders Puls 4. Aus der ersten Qualifikationsshow ging er mit seiner Coverversion des Matthias-Reim-Hits Verdammt ich lieb dich als Sieger hervor, indem er die Zuschauerabstimmung in sechs der neun Bundesländer gewann. Im Finale belegte er dann Platz 2 mit zwei gewonnenen Bundesländern. Österreichweit erreichte er mit 17,6 % der Anrufer sogar das beste Ergebnis aller acht Kandidaten. Die Siegprämie betrug 150.000 Euro.
Sowohl mit dem Qualifikationssong als auch mit dem Finalbeitrag Vater du der Stadl brennt hielt er anschließend Einzug in die österreichischen Singlecharts. Den Rest des Jahres arbeitete er an der Fertigstellung seines Debütalbums mit dem Titel Schoarfe Sach, das schließlich im Januar 2015 erschien und ebenfalls in die Charts kam.

## Diskografie
Album
- Schoarfe Sach (2015)

Lieder
- Verdammt ich lieb dich (2014)
- Vater du der Stadl brennt (2014)
- Wia a Wasserfall (2014)
- Himmel voller G’fühl (2014)